# Habemus papam (film)
Pour la locution latine, voir Habemus papam.
Pour plus de détails, voir Fiche technique et Distribution.
Habemus papam — Nous avons un pape au Québec — est un film franco-italien réalisé par Nanni Moretti, qui est sorti en 2011. Le film a fait partie de la sélection officielle du Festival de Cannes 2011. « Habemus papam » est la formule consacrée pour annoncer le résultat de l’élection d’un nouveau pape par le conclave qui se réunit à cet effet après la mort du précédent.

## Synopsis
À la mort du pape, le conclave se réunit à Rome. Les premiers votes se terminent par une fumée noire car aucun des favoris ne parvient à obtenir la majorité requise. Après plusieurs tours de scrutin, le cardinal Melville est élu, bien qu'il ne fût pas considéré au départ comme un des papables.
Mais, alors que le cardinal protodiacre s’apprête à révéler son nom au médias et à la foule des fidèles massée sur la place Saint-Pierre, le Souverain Pontife est soudain saisi d’une panique telle qu’il ne peut se présenter au balcon.
Le porte-parole du Saint-Siège déclare que le nouveau pontife a ressenti le besoin de se plonger dans la prière avant de prendre ses fonctions et qu'il fera sa première apparition officielle dans quelques heures mais cela ne se produit pas.
La règlementation du conclave stipule que, tant que le nouveau pape ne s’est pas présenté au balcon, la cérémonie de l'élection n'est pas achevée, donc les cardinaux ne peuvent avoir de contact avec l’extérieur et doivent tous rester ensemble.
L’état psychique du nouveau pape se prolongeant dramatiquement, le collège des cardinaux à l’idée de faire appel à un analyste, le professeur Brezzi, bien que la psychanalyse soit absolument condamnée par l’Église. Le praticien ne peut examiner le pape qu’en présence de tous les cardinaux. Il hésite : cela transgresse la règle du secret médical... Et réduit très sensiblement les chances de succès d’une séance mais, sensible au désarroi des cardinaux, il tente d’obtenir quelques confidences du souverain pontife qui pourraient amorcer une thérapie. Sans résultat.
Brezzi leur apprend que son ex-épouse est, elle aussi, psychanalyste. Le pape est secrètement conduit à elle en voiture. Après la consultation, il demande à se promener dans les rues de Rome avant de rentrer au Vatican mais lors de l'arrêt à feu rouge, il sort brusquement de la voiture et disparait dans la foule des passants. Pendant ce temps, les cardinaux, ignorant son absence, se distraient en jouant aux cartes ou encore en participant à un tournoi international de volley-ball organisé par Brezzi.
Le porte-parole du Vatican, Marcin Rajski, fait croire que le pape est dans ses quartiers en demandant à un garde suisse de passer devant les fenêtres, derrière les rideaux, pendant la journée. Melville est finalement retrouvé dans un théâtre lors d'une représentation de la pièce La Mouette d'Anton Tchekhov. De retour au Vatican, les cardinaux l'exhortent à annoncer qu'il accepte sa charge.
Quand il se présente au balcon, le cardinal déclare : « Je ne suis pas le chef dont vous avez besoin ». Il quitte ensuite le balcon, laissant la place Saint-Pierre plongée dans le silence.

## Fiche technique
Sauf indication contraire, les informations mentionnées dans cette section peuvent être confirmées par la base de données cinématographiques Unifrance,  présente dans la section « Liens externes ».
- Titre original : Habemus papam
- Titre français (au Québec) : Nous avons un pape
- Titre anglais : We have a pope
- Réalisation : Nanni Moretti
- Assistante-réalisatrice : Barbara Daniele
- Scénario : Nanni Moretti, Francesco Piccolo et Federica Pontremoli (it)
- Directeur de la photographie : Alessandro Pesci (it)
- Cadreur : Fabrizio Vicari
- Effets visuels supervisés par Mario Zanot
- Décors : Paola Bizzarri
- Costumes : Lina Nerli Taviani
- Son : Alessandro Zanon
- Mixage : Alberto Bernardi
- Montage : Esmeralda Calabria
- Musique : Franco Piersanti ; Dies irae du Miserere d'Arvo Pärt ; Todo cambia de Mercedes Sosa
- Producteurs : Nanni Moretti, Domenico Procacci, Jean Labadie
- Directeur de production : Ezio Orita
- Régisseur général : Fabrizio Amato
- Sociétés de production : Sacher Film, Fandango, Le Pacte, France 3 Cinéma, Rai Cinema
- Pays de production :  Italie (majoritaire) /  France
- Langue de tournage : italien
- Format : couleur - 1,85:1 - Dolby Digital - 35 mm
- Genre : comédie dramatique
- Durée : 102 minutes
- Dates de sortie en salles : 
  - Italie : 15 avril 2011
  - France : 7 septembre 2011
- Dates de sortie en DVD : Italie / France : 8 février 2012

## Distribution
- Michel Piccoli (V.F. : lui-même) : le cardinal Melville, élu pape
- Nanni Moretti (V.F. : Michel Papineschi) : le psychanalyste
- Jerzy Stuhr (V.F. : Bruno Abraham-Kremer) : le porte-parole
- Renato Scarpa (V.F. : Jacques Boudet) : le cardinal Gregori
- Camillo Milli (V.F. : Gérard Boucaron) : le cardinal Pescardona
- Roberto Nobile (V.F. : Gilles Segal) : le cardinal Cevasco
- Ulrich von Dobschütz (V.F. : Daniel Kenigsberg) : le cardinal Brummer
- Franco Graziosi : le cardinal Bollati
- Kevin Murray : un cardinal
- Erik Merino : un cardinal
- Peter Boom : un cardinal
- Harold Bradley : un cardinal
- Piero Delfino Pesce : un cardinal
- Gianluca Gobbi : le garde suisse
- Margherita Buy (V.F. : Marie Donnio) : la psychanalyste
- Dario Cantarelli (V.F. : Luc-Antoine Diquéro) : l'acteur fou
- Manuela Mandracchia : une actrice
- Rossana Mortara : une actrice
- Teco Celio : un acteur
- Roberto De Francesco : un acteur
- Chiara Causa : une actrice
- Mario Santella : le maître de cérémonie
- Cecilia Dazzi : la mère
- Toni Laudadio : le gendarme en chef
- Enrico Iannello (V.F. : Arnaud Bedouët) : un journaliste
- Lucia Mascino : la patronne
- Massimo Verdastro : un vaticaniste
- Giulia Giordano : la jeune fille du bar
- Giovanni Ludeno : le concierge
- Leonardo Maddalena : l'homme de l'autobus
- Salvatore Miscio : un prêtre
- Salvatore Dell'Aquila : un médecin
- Maurizio Mannoni : lui-même

Source et légende : Version française (V.F.) sur le site d'AlterEgo (la société de doublage) et sur le carton de doublage.

## Production
- N'ayant pas obtenu l'autorisation de tourner au Vatican, Nanni Moretti en a reconstitué l'ambiance au palais Farnèse.
- L’idée d’appeller le pape de son film « Melville » vient à Nanni Moretti alors qu’il organise une retrospective de l’œuvre de Jean-Pierre Melville lors du festival du film de Turin[2].

## Accueil

### Accueil critique
En France, le site Allociné propose une note moyenne de 4⁄5 à partir de l'interprétation de critiques provenant de 27 titres de presse.

Les Cahiers du cinéma nomment Habemus papam meilleur film sorti en 2011. Dans son article « L'année du chaos » du numéro de décembre 2011, Stéphane Delorme écrit : 

« La deuxième image clé de l'année, c'est le balcon vide Habemus Papam. Peu importe que le pouvoir désigné ici soit religieux, ce qui compte c'est que le monde a perdu sa tête. […]
Le pape qui recule, c'est l'homme politique aujourd'hui qui recule devant un monde qu'il ne sait plus gouverner. »

Sur l'agrégateur américain Rotten Tomatoes, le film récolte 65 % d'opinions favorables pour 81 critiques. Sur Metacritic, il obtient une note moyenne de 64⁄100 pour 25 critiques.

### Accueil du public
En France, le film est vu en salles par 744 mille spectateurs, il ne figure pas, au box-office France 2011, dans les 50 films les plus vus de l’année. Aux États-Unis il rapporte 485 mille dollars, en France 4,9 millions. Les résultats en Italie ne sont pas connus mais il rapporte 16 millions de dollars dans le monde. Avec un budget de 9 millions de dollars, le film, à l’issue de son exploitation en salles, n’atteint pas son seuil de rentabilité. Mais la revente ultérieure aux chaines de télévision doit pondérer cette constatation.

### Notoriété postérieure
À la suite de l'annonce par le pape Benoît XVI du renoncement à sa charge, le film a pris pour la presse italienne un caractère prophétique. Pour le quotidien Il Fatto Quotidiano

« Habemus papam n'était pas un grand film, mais “il l'est devenu hier”. »